# Qingdao
Qingdao (en chino, 青岛; pinyin, Qīngdǎoⓘ; transcripción antigua, Tsingtao) es una ciudad portuaria de la provincia de Shandong en la República Popular China. Antiguamente era conocida como Jiāo’ào (胶澳, 膠澳). Está situada en la península de Shandong y orientada en dirección al mar Amarillo. Actualmente es un importante puerto marítimo, base naval y centro industrial. Entre 1898 y 1914 fue la capital de la concesión colonial alemana de Jiaozhou (o Kiautschou). En esta ciudad se realizaron parte de las competiciones náuticas de los Juegos Olímpicos de Pekín 2008.

## Historia
El área en la que está localizada la ciudad de Qingdao fue conocida como Jiao'ao durante la administración Qing. 
En 1891, el gobierno Qing decidió crear un área de defensa contra posibles ataques navales. Así se inició la construcción de la ciudad de Qingdao.

### Presencia alemana
La ciudad pasó a ser una concesión alemana en 1898 (Tsingtau) y se convirtió en la principal base naval germánica en Oriente. Por este motivo, toda la provincia de Shandong tuvo una fuerte influencia alemana. Después de un ataque naval británico en la colonia, los japoneses ocuparon la ciudad en 1914, después de que Japón le declarara la guerra a Alemania durante la Primera Guerra Mundial.
En 1903 los alemanes construyeron la Cervecería Qingdao (para los alemanes: Tsing Tau) (青岛 / 青岛 啤酒厂 píjiǔchǎng Qīngdǎo). El legado arquitectónico alemán de este período sigue siendo muy marcado en el paisaje urbano de la ciudad.
La ciudad conserva algunos edificios de la arquitectura colonial alemana con el estilo de Baviera. La ciudad fue cedida por los manchúes a Alemania por 99 años en 1898. Pero el Imperio del Japón se hizo con el control de la ciudad en 1914, hasta que fue recuperada por los chinos en 1922.
Renombrada como Qingdao en 1930, esta zona estuvo sometida a una administración especial. Japón la volvió a ocupar en 1938, hasta el final de la Segunda Guerra Mundial, en que la ciudad se convirtió en el cuartel general de la Marina estadounidense en el Pacífico occidental, siendo sede de la Séptima Flota de los Estados Unidos.
Finalmente el 2 de junio de 1949, las tropas chinas de Mao Zedong se apoderaron definitivamente de la ciudad.

### La apertura al mundo
Re-inaugurada en 1984, Qingdao se ha convertido en un puerto comercial importante, el cuarto más grande después de Shanghái, Tianjin. La estrategia de desarrollo de la ciudad promueve instalaciones de investigación marina que se traduce en una alta actividad en el sector de la pesca. Es la capital de negocios de Shandong, donde el capital extranjero es muy importante, especialmente coreano, japonés y alemán.
Desde 2008 se ha puesto en marcha un nuevo proyecto de desarrollo urbano que pretende aumentar la importancia del nuevo puerto de Qianwan, desarrollando un nuevo parque tecnológico, y promocionando el turismo náutico y de balnearios con la introducción de unos siete u ocho puertos deportivos y playas acreditadas.

### Mao Zedong, turista en Qingdao
Mao Zedong (antiguo pinyin: Mao Tse-tung), eligió Qingdao para sus vacaciones de verano. Se puede visitar la habitación hotel (antiguo edificio de estilo bávaro), donde pasó largos períodos, este edificio era la casa del Gobernador General alemán de la ciudad.

### Galería

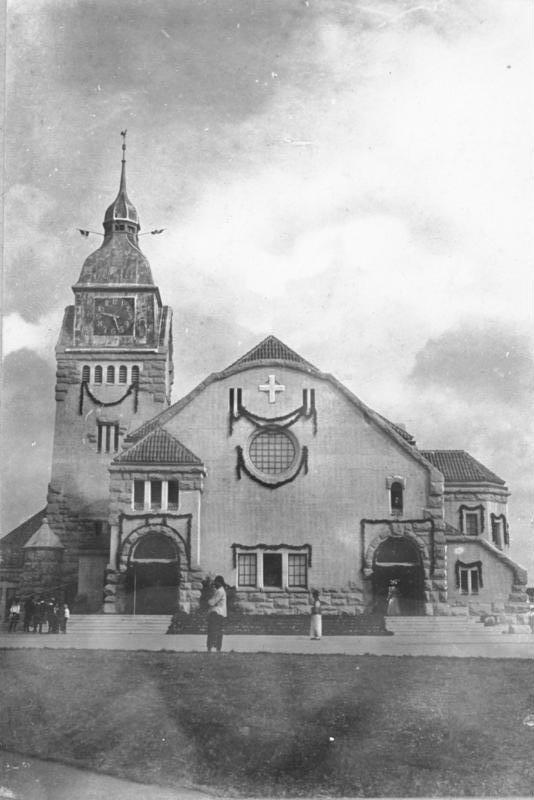
"Iglesia Nueva", foto histórica
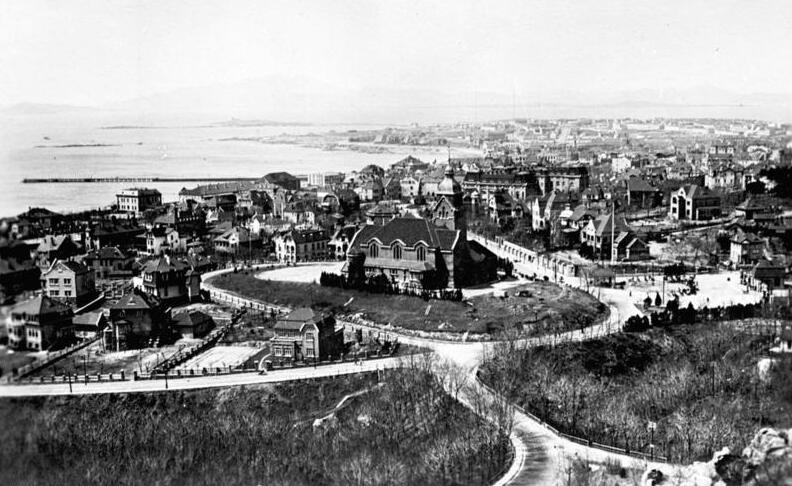
Qingdao, vistas de la ciudad, antes de 1914
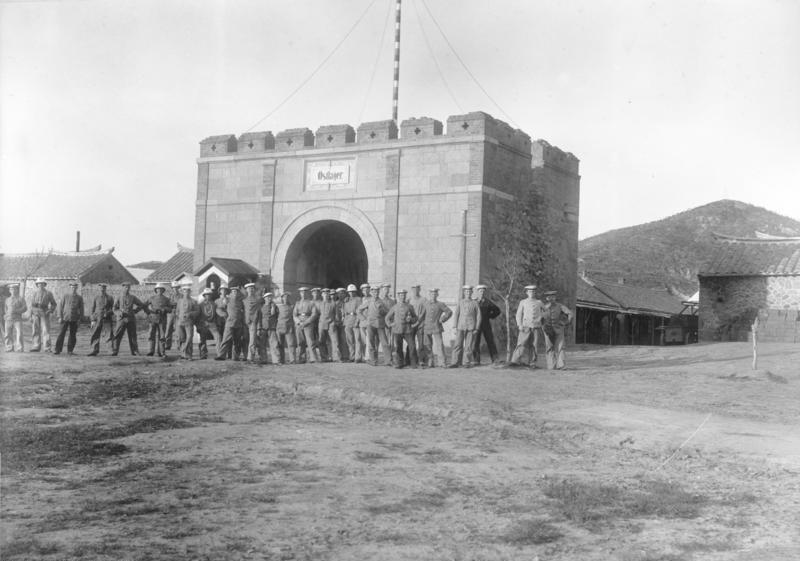
Soldados alemanes en Qingdao
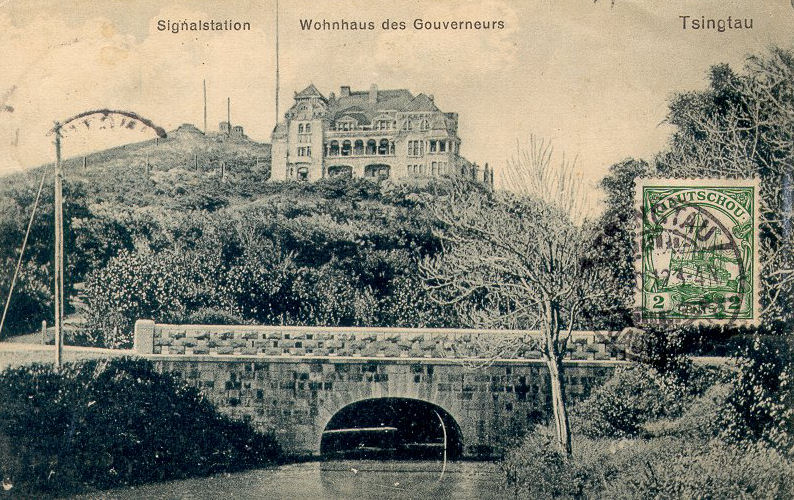
Casa del gobernador alemán en la época de la colonización
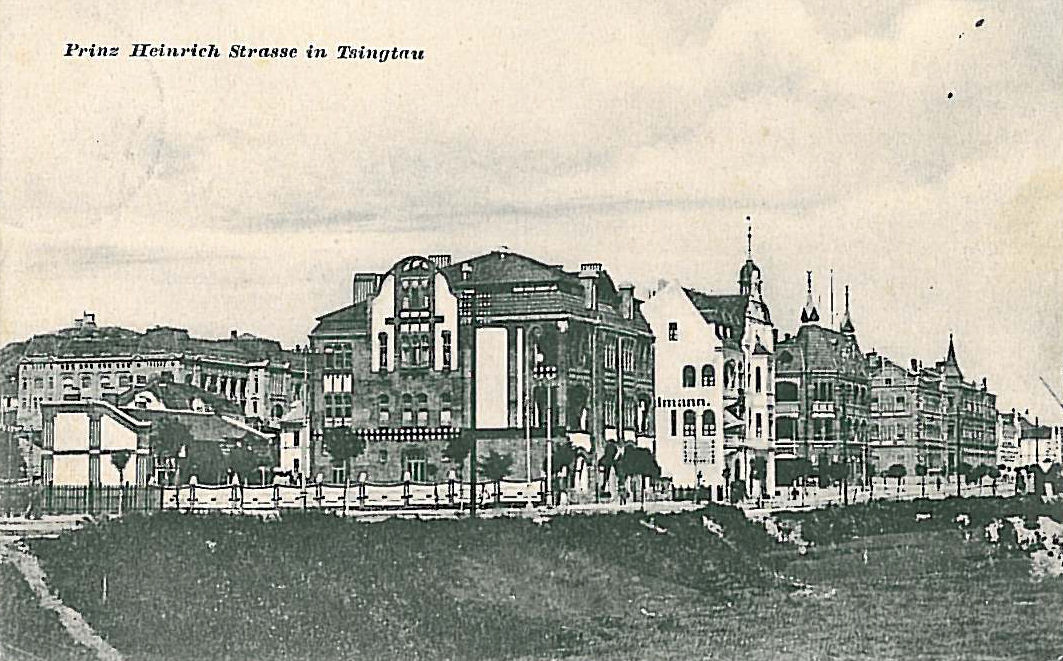
Prinz Heinrich Strasse - colonización alemana
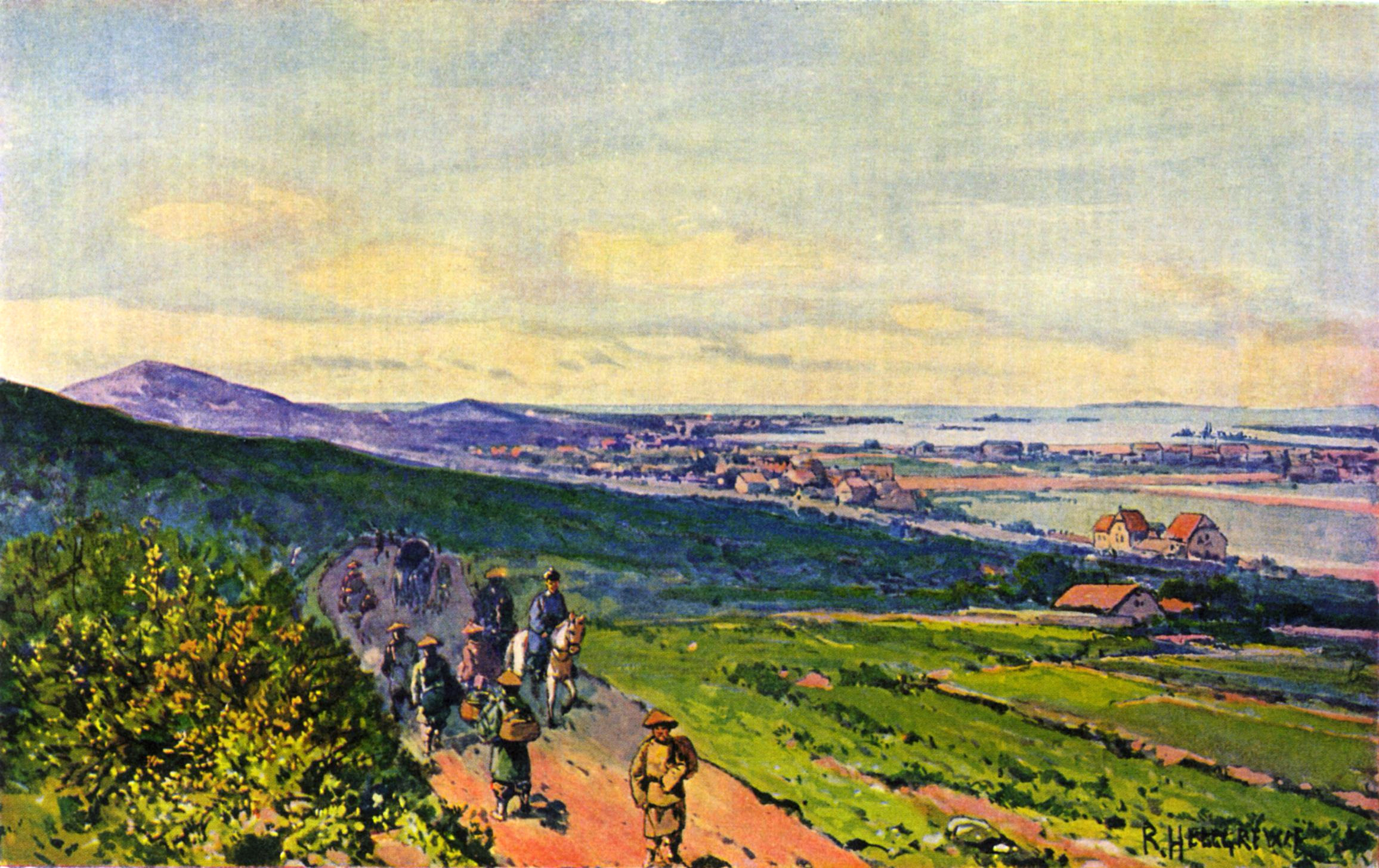
Qingdao en la época colonial alemana, con vistas a la bahía de Kiaochow (Enciclopedia Brockhaus, 1911)

## Geografía

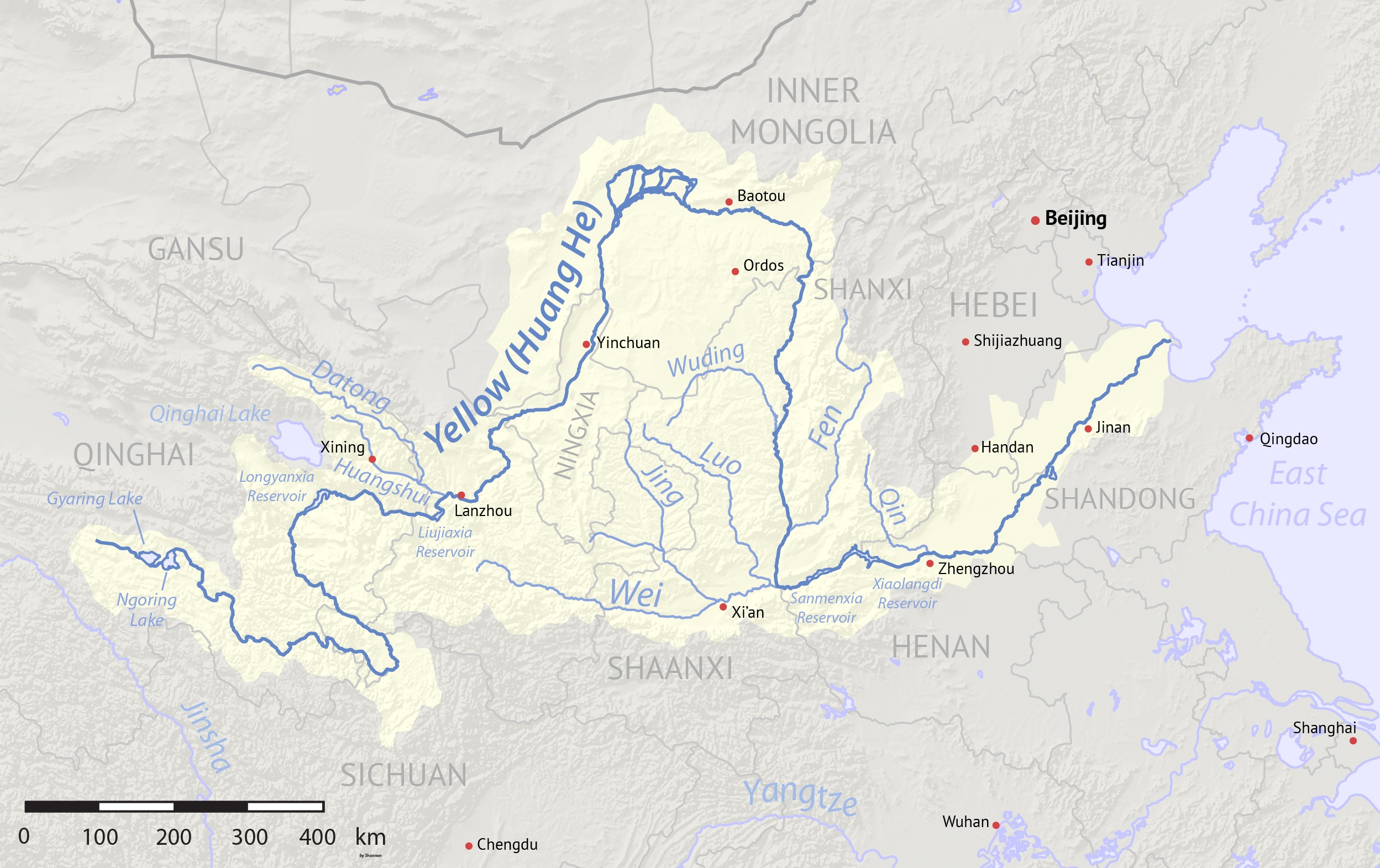
Mapa del río Amarillo (Huang He) en el que está a la derecha Qingdao

Situación de Qingdao en el mar de la China Oriental.

Está situada en el extremo sur de la península de Shandong. La zona total bajo jurisdicción de la ciudad ocupa un área de 10 654 km². A finales del año 2002, la población era de más de siete millones de habitantes, de los cuales 2,6 millones residían en la zona urbana. Otros 2,3 millones vivían en otras ciudades bajo la jurisdicción de Qingdao y el resto en zonas rurales.
La ciudad está localizada en una zona de tierras bajas rodeada de montañas. El punto más alto se eleva 1.133 m sobre el nivel del mar. Qingdao tiene un total de 730,64 km de costa. Cinco importantes ríos pasan por la región.

### Clima
Qingdao disfruta de un clima agradable, con veranos e inviernos moderados. La temperatura media en julio es de 23,8 °C, mientras que en enero es de -0,7 °C. La mayoría de las lluvias se producen en los meses de junio y julio, con una media de 150 mm. Qingdao tiene un clima templado. El invierno es ventoso pero seco, el verano es generalmente caliente y húmedo. Debido a su proximidad a la costa y al estar en una península, experimenta una primavera tardía de un mes en comparación con la mayoría de las zonas del interior de China, por el contrario, el otoño es más suave que las zonas del interior de Shandong.
| Parámetros climáticos promedio de Qingdao                 | Parámetros climáticos promedio de Qingdao | Parámetros climáticos promedio de Qingdao | Parámetros climáticos promedio de Qingdao | Parámetros climáticos promedio de Qingdao | Parámetros climáticos promedio de Qingdao | Parámetros climáticos promedio de Qingdao | Parámetros climáticos promedio de Qingdao | Parámetros climáticos promedio de Qingdao | Parámetros climáticos promedio de Qingdao | Parámetros climáticos promedio de Qingdao | Parámetros climáticos promedio de Qingdao | Parámetros climáticos promedio de Qingdao | Parámetros climáticos promedio de Qingdao |
| Mes                                                       | Ene.                                      | Feb.                                      | Mar.                                      | Abr.                                      | May.                                      | Jun.                                      | Jul.                                      | Ago.                                      | Sep.                                      | Oct.                                      | Nov.                                      | Dic.                                      | Anual                                     |
| --------------------------------------------------------- | ----------------------------------------- | ----------------------------------------- | ----------------------------------------- | ----------------------------------------- | ----------------------------------------- | ----------------------------------------- | ----------------------------------------- | ----------------------------------------- | ----------------------------------------- | ----------------------------------------- | ----------------------------------------- | ----------------------------------------- | ----------------------------------------- |
| Temp. máx. media (°C)                                     | 2.8                                       | 4.6                                       | 9.0                                       | 15.0                                      | 20.3                                      | 23.7                                      | 27.1                                      | 28.4                                      | 25.3                                      | 19.8                                      | 12.3                                      | 5.7                                       | 16.2                                      |
| Temp. mín. media (°C)                                     | −3.3                                      | −1.9                                      | 2.3                                       | 7.9                                       | 13.2                                      | 17.8                                      | 22.2                                      | 23.0                                      | 18.9                                      | 13.1                                      | 5.9                                       | −0.5                                      | 9.9                                       |
| Precipitación total (mm)                                  | 11.3                                      | 12.1                                      | 21.4                                      | 34.6                                      | 54.9                                      | 84.0                                      | 142.1                                     | 151.1                                     | 62.7                                      | 48.2                                      | 27.9                                      | 11.8                                      | 662.1                                     |
| Días de precipitaciones (≥ 0.1 mm)                        | 3.1                                       | 3.7                                       | 4.7                                       | 6.7                                       | 7.5                                       | 9.4                                       | 12.4                                      | 10.2                                      | 6.5                                       | 6.1                                       | 4.7                                       | 3.4                                       | 78.4                                      |
| Horas de sol                                              | 186.0                                     | 180.8                                     | 220.1                                     | 222.0                                     | 244.9                                     | 219.0                                     | 182.9                                     | 223.2                                     | 219.0                                     | 220.1                                     | 189.0                                     | 182.9                                     | 2489.9                                    |
| Fuente n.º 1: China Weather (1971−2000)                   |                                           |                                           |                                           |                                           |                                           |                                           |                                           |                                           |                                           |                                           |                                           |                                           |                                           |
| Fuente n.º 2: Hong Kong Observatory (sun only, 1961−1990) |                                           |                                           |                                           |                                           |                                           |                                           |                                           |                                           |                                           |                                           |                                           |                                           |                                           |

## Economía

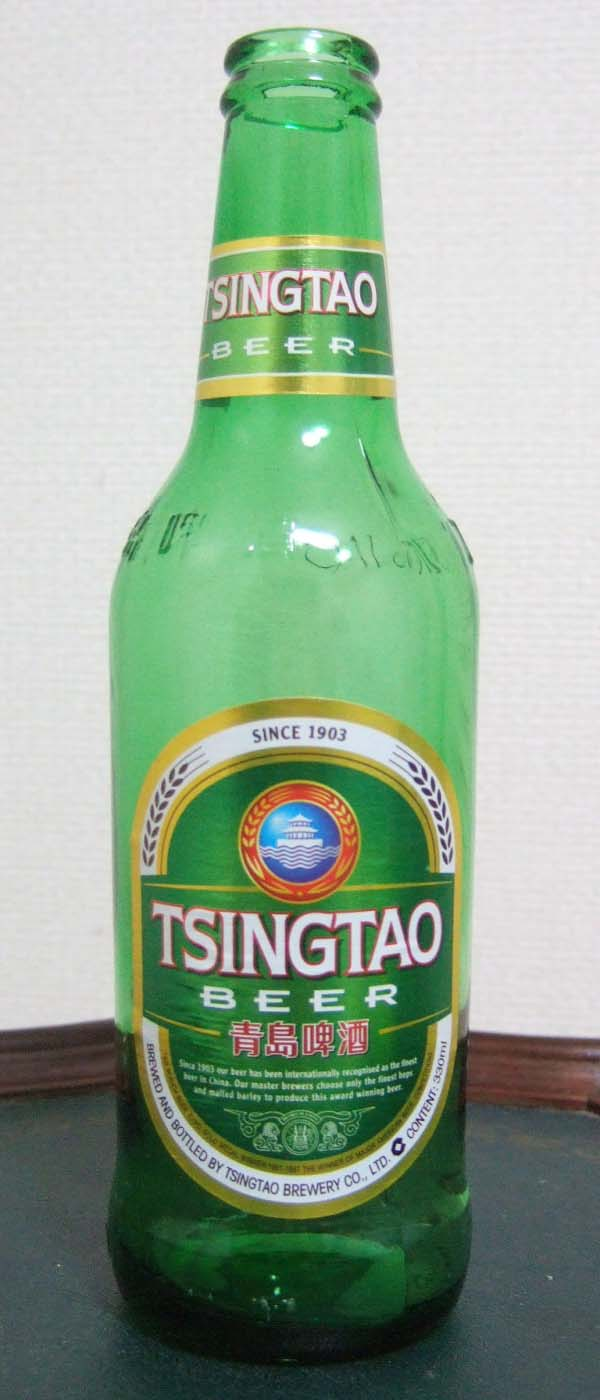
Cerveza Tsingtao

Qingdao es famosa por la cervecería Tsingtao, establecida en la ciudad por los alemanes en 1903 y que produce la cerveza Tsingtao, la más famosa en China y que se exporta a todo el mundo. Otras grandes empresas, especializadas en electrodomésticos y productos de electrónica de consumo son Haier Group y Hi-Sense. Asimismo es muy importante la fábrica de guitarras Epiphone.
Siendo un importante puerto comercial, Qingdao floreció con las inversiones extranjeras y con el comercio internacional. Corea del Sur y Japón han realizado importantes inversiones en la ciudad. Al menos 60 000 coreanos habitan en Qingdao. 
En cuanto a la industria primaria, Qingdao tiene unos 200 km² de tierra cultivable. Además, posee un número importante de recursos pesqueros, así como minerales.

## Transporte
La ciudad se conecta entre sí y con sus vecinas mediante todos los medios de transporte:
Aéreos: a 31 kilómetros al norte del centro de la ciudad se encuentra el aeropuerto internacional Qingdao Liuting (青岛流亭国际机场) inaugurado el 5 de agosto de 1982, que mueve 11 millones de pasajeros al año. 
Marítimos: Qingdao alberga uno de los puertos marítimos más activos del mundo. Las relaciones de cooperación se han establecido con 450 puertos en 130 países del mundo. En 2003, la capacidad de manejo de carga anual superó por primera vez los 100 millones de toneladas. En 2011, el puerto se había convertido en el séptimo más ocupado por el volumen de carga, después de haber manejado 372 millones de toneladas de carga en ese año.
Terrestres: varias líneas ferroviarias pasan llegan a la estación de Qingdao, que la enlazan con toda China de una forma rápida y barata. El transporte masivo urbano será el metro de Qingdao que se inauguró en 2015; comenzó a construirse en 2009 con una inversión de USD 2000 millones. Después de conseguir la aprobación del Consejo de Estado, el gobierno anunció el 18 de agosto de 2009 que Qingdao estaba dispuesto a gastar más de 29 millones de yuanes (4,2 mil millones $) en dos años para la construcción del metro. La construcción de 54,7 kilómetros de la línea de metro se completó en 2016 con una inversión total de 29,2 millones de yuanes (4300 millones $). La línea 3 del Metro fue la primera línea y se abrió el 16 de diciembre de 2015. A largo plazo, la ciudad planea construir ocho líneas de metro en el centro y algunos distritos suburbanos, que representan 231,5 kilómetros en el futuro.

## Administración
La ciudad-subprovincia de Qingdao se divide en 6 distritos (qu) y 4 ciudades (shi).
| Subdivisión       | Código de área | Área (km²) | Urbanización Grado (%) | Población Permanente ('000s, 2010) | Densidad (1/km²) |  |
| ----------------- | -------------- | ---------- | ---------------------- | ---------------------------------- | ---------------- |  |
| Shinan (cabecera) | 370202         | 30.01      | 100                    | 544.8                              | 18153.95         |  |
| Shibei 市北区     | 370203         | 63.18      | 100                    | 1020.7                             | 16155.43         |  |
| Huangdao 黄岛区   | 370211         | 2220.10    | 80                     | 1392.6                             | 627.27           |  |
| Laoshan 崂山区    | 370212         | 389.34     | 80                     | 379.5                              | 974.73           |  |
| Licang 李沧区     | 370213         | 95.52      | 100                    | 512.4                              | 5364.32          |  |
| Chengyang 城阳区  | 370214         | 553.20     | 80                     | 737.2                              | 1332.61          |  |
| Jiaozhou 胶州市   | 370281         | 1210       | 68.0                   | 843.1                              | 696.78           |  |
| Jimo 即墨区       | 370282         | 1727       | 58.1                   | 1177.2                             | 681.64           |  |
| Pingdu 平度市     | 370283         | 3166       | 52.8                   | 1357.4                             | 428.74           |  |
| Laixi 莱西市      | 370285         | 1522       | 58.1                   | 750.2                              | 492.90           |  |

## Deportes
Estadios: Qingdao second, Qingdao Hongcheng, Qingdao Tiantai, Qingdao Chengyang sports training base y el Qingdao Jiaonan Paper zoned rowing base.
Juegos olímpicos: En los juegos olímpicos de Pekín 2008, Qingdao fue ciudad sede de las competiciones de vela olímpica que tuvieron lugar a lo largo de la costa de la ciudad, fueron construidos un hotel y un centro internacional de difusión.
Fútbol: El equipo local es el Qingdao Jonoon F.C., que fue fundado en 1993.
Surf: Qingdao es una de las pocas ciudades en el norte de China donde es posible practicar el surf. La mejor temporada de surf es durante la época de tifones (junio-octubre).

## Cultura
Arquitectura: la combinación única de arquitectura alemana y china en el centro de la ciudad, junto con una gran población de origen coreano y alemana ofrece una atmósfera distintiva. Aunque el área de la ciudad nueva está en reconstrucción a gran escala, el área de la ciudad vieja (especialmente Taixi) todavía conserva algunos edificios tradicionales.
Lengua: el acento local se le conoce como dialecto Qingdao, hablado por unos 3 millones de nativos.
Cocina: los mariscos son un manjar típico de la ciudad costera, dividida en dos categorías: "la gran", incluyendo pepinos de mar, abalones, aleta de tiburón, langostinos, cangrejos, caracoles, y algunos peces grandes, y "la chica" incluyendo calamar, camarones, pulpo, ostras, almejas, caracoles.
Festival: el festival internacional de la cerveza en Qingdao es celebrado anualmente para impulsar el turismo, la cultura, el deporte, los negocios y el comercio.

## Personas destacadas
- Toshirō Mifune (1920 - 1997), actor hijo de misioneros japoneses. Se alistó en el ejército japonés en la Segunda Guerra Mundial.

- Zhang Jike nació el 16 de febrero de 1988，es un jugador chino de tenis de mesa，Ganó consecutivamente el WTTC 2011, el campeonato mundial de 2011, los juegos olímpicos de Londres 2012 y el WTTC 2013, siendo el único jugador que ha logrado esto.

- Li Zhaoxing , idioma chino: 李肇星, Pinyin: Lǐ Zhàoxīng, (* Shandong, 1940 - ) es un político y diplomático chino y desde 2003 hasta el 2007 ocupó el cargo de Ministro de Asuntos Exteriores de China Popular.

## Lugares de interés

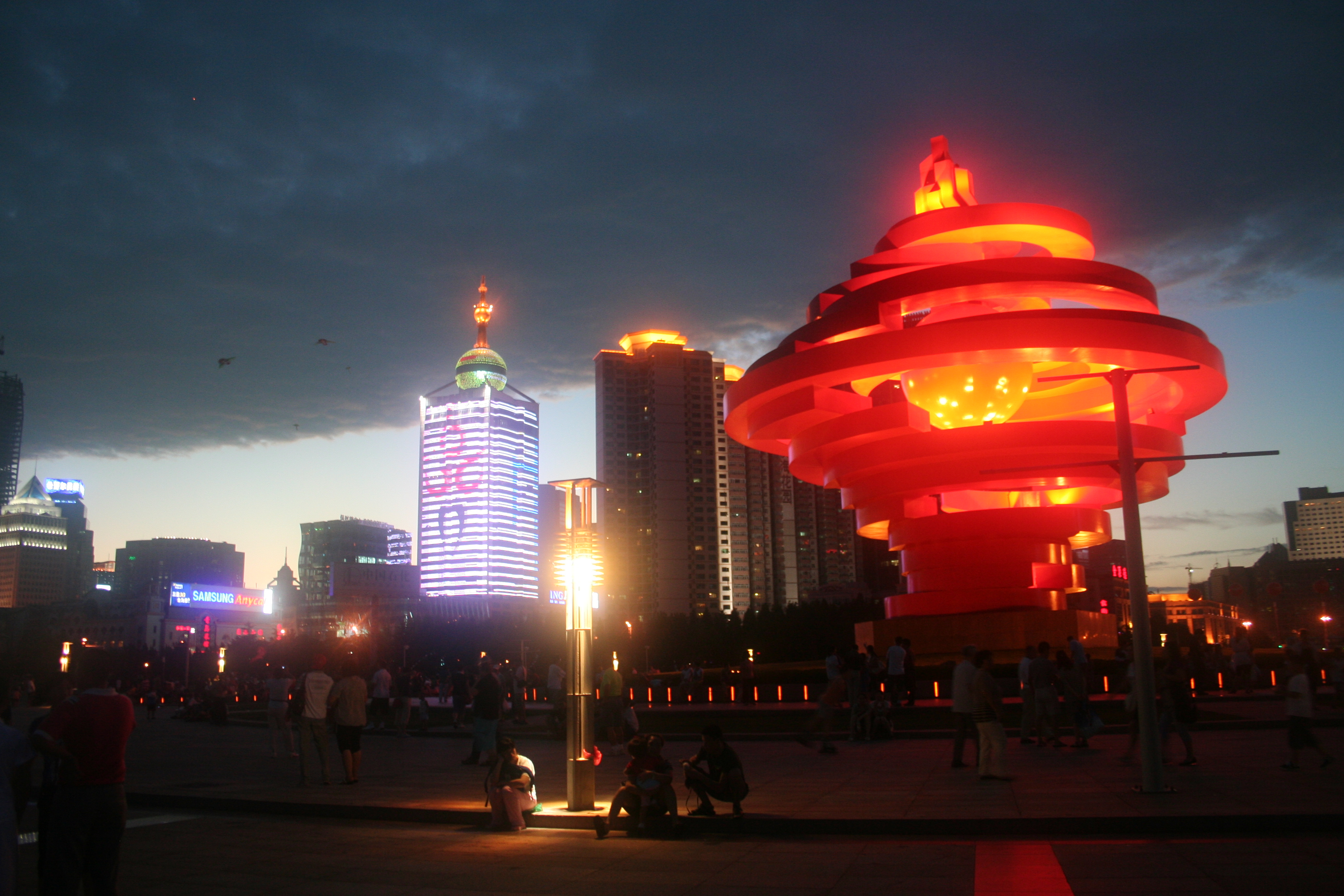
Plaza Cuatro de Mayo por la noche.

- El santuario de Lao Shan, a 40 km de Qingdao, en la 'Montaña de Laoshan': considerada sagrada y un constante centro de peregrinación taoísta.
- Templo Zhanshan, un templo budista situado en la ciudad.
- La Catedral de San Miguel: diseñada por los alemanes en un estilo gótico - románico, se terminó de construir en 1934.
- Plaza del Cuatro de Mayo, una plaza junto al mar.
- Ba Da Guan: nombre que recibe la zona de la ciudad antiguamente colonizada por los alemanes. La zona está compuesta por ocho calles en las que se pueden ver edificios de estilo europeo construidos durante el período alemán.
- Parque 'Zhong Shan', parque famoso por su vida nocturna y los animales.
- El muelle Zhan (Zhan Qiao), en el que está inspirado el logotipo de la cerveza Tsingtao.
- La fábrica de la famosa cerveza Tsingtao.

## Principales edificios de la Ciudad Vieja

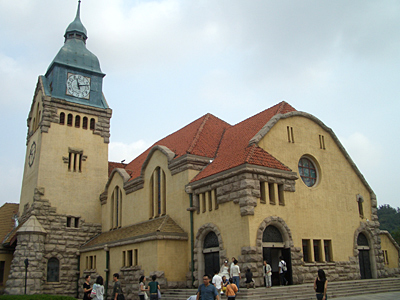
"Iglesia Nueva", foto de octubre de 2009
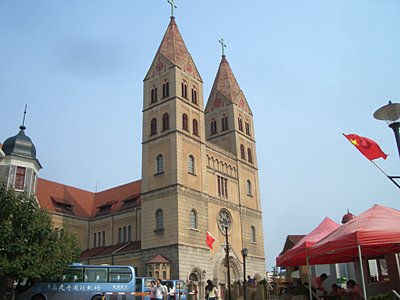
Iglesia católica de Qingdao
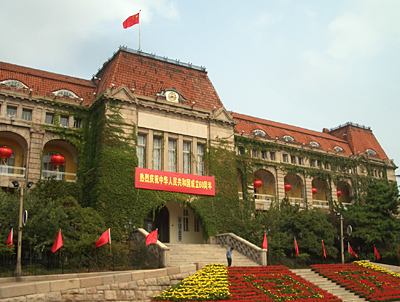
Antigua sede administrativa alemana
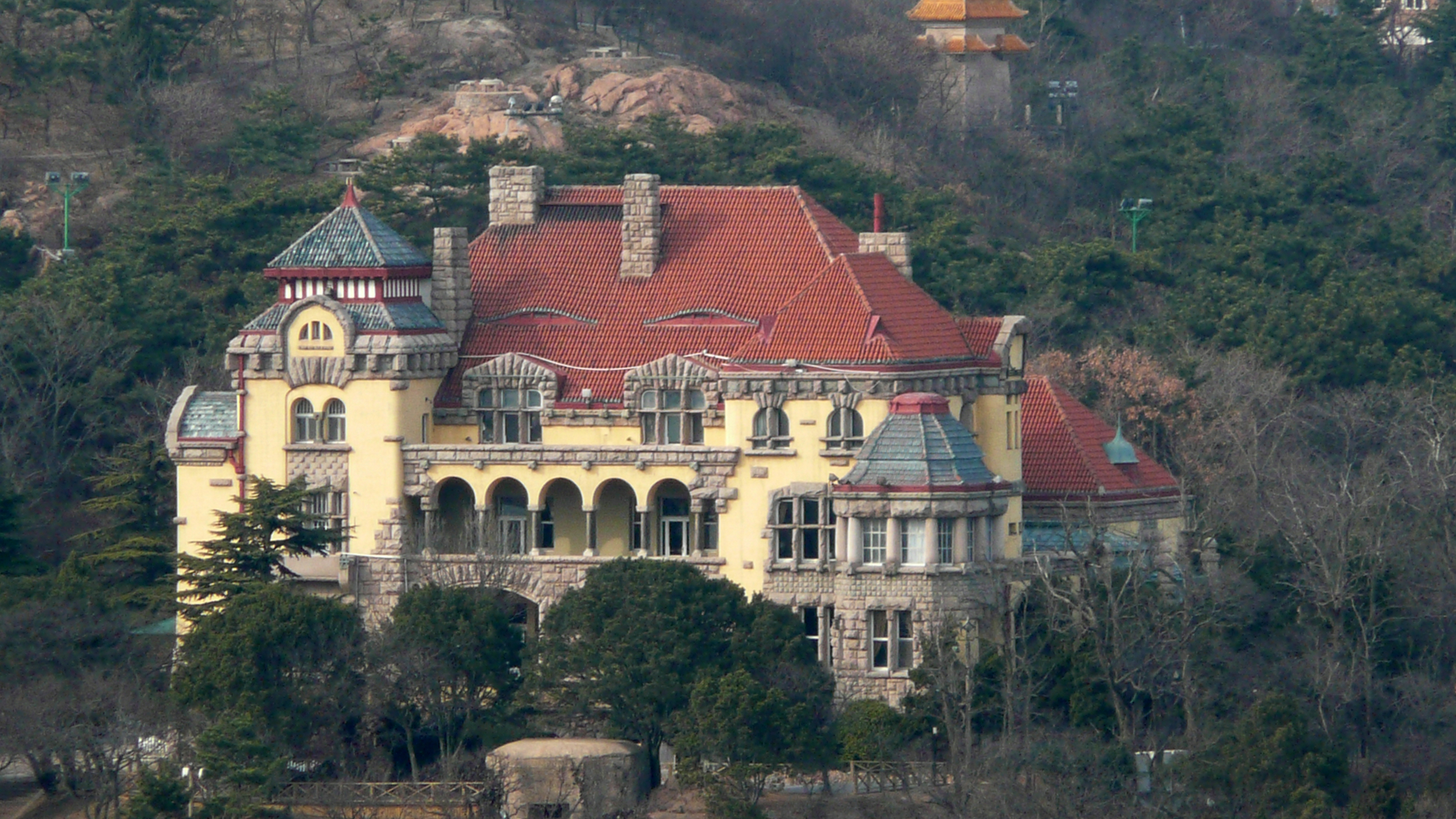
Antigua residencia del gobernador alemán en Qingdao
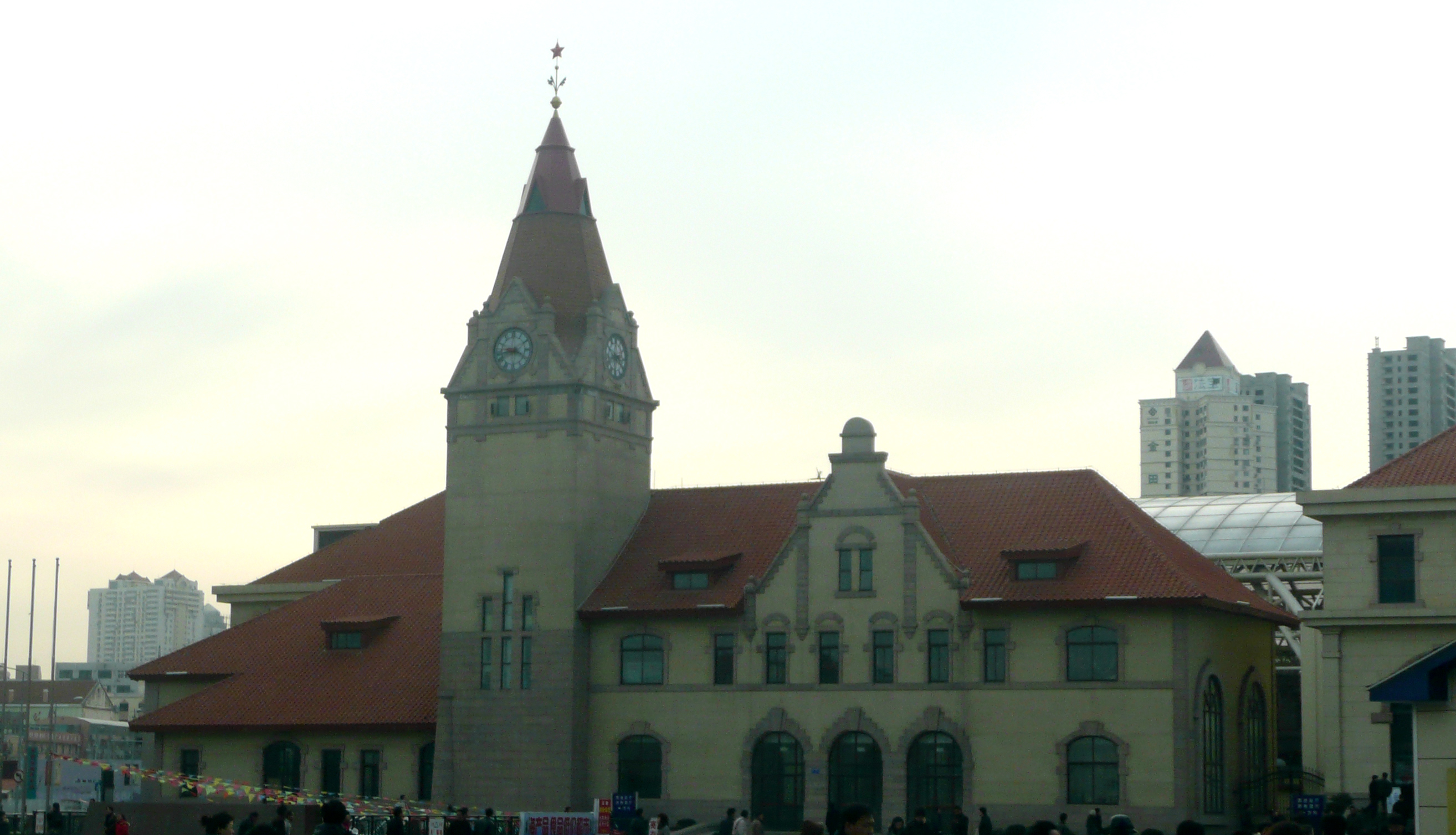
Antigua estación de Qingdao
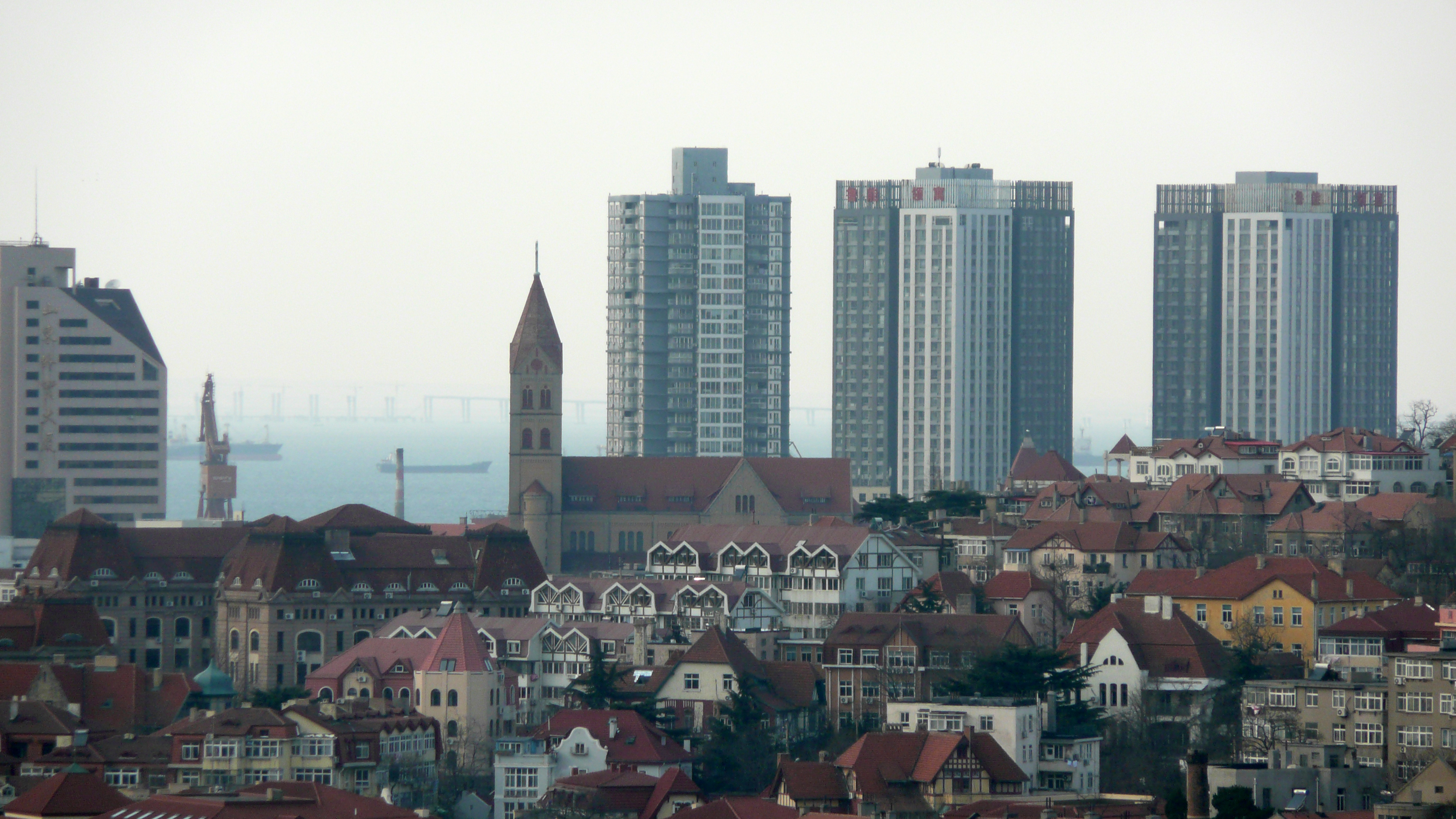
Vista de la Ciudad Vieja de Qingdao

## Ciudades hermanadas
| - Shimonoseki (Japón, 1979) - Long Beach (EUA, 1985) - Acapulco (México, 1985) - Odesa (Ucrania, 1993) - Daegu (Corea, 1993) - Nes Tzijona (Israel, 1997) - Velsen (Países Bajos, 1998) - Southampton (Reino Unido, 1998) - Puerto Montt (Chile, 1999) - Galway (Irlanda, 1999) - Montevideo (Uruguay, 2004) | - Klaipeda (Lituania, 2004) - Nantes (Francia, 2005) - Miami (EE. UU., 2005) - Bilbao (España, 2006) - Brest (Francia, 2006) - San Petersburgo (Rusia, 2007) - Ratisbona (Alemania, 2009) - Lanús (Argentina, 2011) - Colonia Tovar, Venezuela - Vigo (España, 2016) - Callao (Perú, 2016) |